# NGC 267
NGC 267 (ook wel ESO 29-SC15) is een open sterrenhoop in de Kleine Magelhaense wolk, die zich bevindt in het sterrenbeeld Toekan.
NGC 267 werd op 4 oktober 1836 ontdekt door de Britse astronoom John Herschel.